# Январцевський сільський округ
Янва́рцевський сільський округ (каз. Январцев ауылдық округі, рос. Январцевский сельский округ) — адміністративна одиниця у складі Байтерецького району Західноказахстанської області Казахстану. Адміністративний центр — село Январцево.
Населення — 2156 осіб (2021; 3020 у 2009, 3789 у 1999, 4270 у 1989).
Станом на 1989 рік існувала Январцевська сільська рада (села Кірсаново, Петрово, Рожково, Чинарево, Январцево) колишнього Приурального району, села Красноармійське та Спартак перебували у складі Чоботаревської сільської ради. 1993 року вони утворили окремий Красноармійський сільський округ. 2007 року було ліквідовано село Рожково. 2013 року було ліквідовано Красноармійський сільський округ, села Красноармійське та Спартак передано до складу Январцевського сільського округу.

## Склад
До складу округу входять такі населені пункти:
| Населений пункт       | Старі назви | Населення, осіб (1989) | Населення, осіб (1999) | Населення, осіб (2009) | Населення, осіб (2021) |
| --------------------- | ----------- | ---------------------- | ---------------------- | ---------------------- | ---------------------- |
| Кірсаново, село       | -           | 711                    | 592                    | 435                    | 239                    |
| Красноармійське, село | -           | 783                    | 742                    | 554                    | 427                    |
| Петрово, село         | -           | 194                    | 151                    | 360                    | 72                     |
| Рожково, село         | -           | 363                    | 334                    | 0                      | -                      |
| Спартак, село         | -           | 225                    | 174                    | 109                    | 52                     |
| Чинарево, село        | -           | 374                    | 354                    | 288                    | 230                    |
| Январцево, село       | -           | 1620                   | 1442                   | 1274                   | 1136                   |